# Ромео и Джульетта в снегу
Ромео и Джульетта в снегу (нем. Romeo und Julia im Schnee) — немецкий комедийный фильм, эпохи немого кино фильм Эрнста Любича. Одна из первых и самых необычных экранизаций трагедии Шекспира.

## Сюжет
Действие фильма происходит зимой, в немецкой деревушке, где живут две старинные враждующие тевтонские семьи. Недавно вернувшийся в деревню Ромео встречает Джульетту и влюбляется в неё, несмотря на ссоры и распри между семьями.

## В ролях
- Густав фон Вангенхайм — Ромео
- Лотта Нойманн — Джульетта